# Emilio Settimelli
Emilio Settimelli, né à Florence le 2 août 1891 et mort à Lipari le 12 février 1954, est un critique, dramaturge et journaliste futuriste italien.
En 1912, il fonde la revue Il Centauro avec Mario Carli et Bruno Ginanni Corradini (futur Bruno Corra) dont 14 numéros sont sortis entre novembre 1912 et février 1913.
En 1919, avec Marinetti et Bruno Corra Il est l'auteur d'un manifeste pour un théâtre futuriste.
Partisan de l'entreprise de Fiume, il déclare dès 1919 son soutien à d'Annunzio et Mussolini. Membre du parti fasciste, il en a été plusieurs fois expulsé, en 1937 et 1938, puis réintégré. En 1938, une lettre à Mussolini contre la hiérarchie du parti, écrite depuis la France, le transforme définitivement en traitre aux yeux des fascistes, qui, quand il retourne en Italie en 1939, le font arrêter et condamner à 5 ans de réclusion.
Avec Arnaldo Ginna, il est l’inventeur d'un « appareil à mesurer le génie ».

## Œuvres
- Emilio Settimelli, Filippo Tommaso Marinetti et Bruno Corra, Le théâtre futuriste synthétique, Milan, Direction du Mouvement futuriste, 1919, 4 p. (BNF 31357376, lire en ligne)